# Hoghmik
Hoghmik – wieś w Armenii, w prowincji Szirak. W 2011 roku liczyła 490 mieszkańców.